# Glenbeigh
Glenbeigh est une localité du sud-ouest de l'Irlande, dans le comté de Kerry, sur la péninsule d'Iveragh. Elle est environnée de collines et comporte une station balnéaire, Rossbeigh. Son héritage historique et son emplacement sur l'anneau du Kerry en font une destination touristique recherchée.

## Sources
- (en) Cet article est partiellement ou en totalité issu de l’article de Wikipédia en anglais intitulé « Glenbeigh » (voir la liste des auteurs).